# Bruce J. Hawker
Bruce J. Hawker is een Belgische stripreeks bedacht door William Vance.

## Inhoud
De stripreeks speelt zich af rond 1800 en draait rond de luitenant Bruce J. Hawker die in de Britse marine zit. Hawker is ongeveer 20 jaar oud, maar heeft al gevochten onder admiraal Nelson op zijn schip de Vanguard. Hij had een verleden, maar werd onterecht beschuldigd waarna hij zichzelf moet bewijzen. Hij moest met zijn schip twee wapenhandelaars escorteren, maar de lading blijkt een geheim wapen te zijn en hij moest het door vijandelijk gebied vervoeren zonder dat hij dat op voorhand wist.

## Personages
Hieronder volgen een aantal van de belangrijkste personages.
- Bruce J. Hawker, het titelpersonage
- Luitenant George Lund, een vriend van Bruce
- Rawena, een Andalousische vriendin van Bruce

## Publicatiegeschiedenis

### Voorgeschiedenis
Er verschenen al in de jaren 40 en 50 enkele Belgische, maritieme strips, maar in 1959 verscheen dan de eerste maritieme stripreeks Roodbaard van Jean-Michel Charlier en Victor Hubinon. Een jaar later verscheen Ouwe Niek & Zwartbaard van Marcel Remacle. In 1964 tekende William Vance zijn eerste stripreeks Howard Flynn, dat eveneens een maritieme strip was. In de jaren 1970 creëerde Vance dan deze maritieme stripreeks.

### Vance (1976-1985)
Vance bedacht de reeks in 1975 na een vakantie in Spanje. Het eerste verhaal, Koers Gibraltar, verscheen van 15 december 1976 tot 25 oktober 1977 in Femmes d'Aujourd'hui. Vance schreef en tekende dit verhaal zelf.
De reeks was geïnspireerd op meerdere auteurs zoals Patrick O'Brian, die onder andere Master and Commander schreef. Ook inspireerde hij zich op Horatio Hornblower van C.S. Forester
Deze stripreeks werd door Vance omschreven als zijn lievelingsreeks. Vance deed ook veel onderzoek voor deze reeks.
Ondertussen tekende Vance de reeks Bruno Brazil in Tintin/Kuifje, maar doordat scenarist Greg naar de Verenigde Staten ging, kreeg Vance geen nieuwe scenario's meer. Vance stelde vervolgens voor om Bruce J. Hawker in Tintin/Kuifje te tekenen waarna het eerste verhaal opnieuw verscheen in Tintin/Kuifje in 1979. Vance was echter niet tevreden met zijn originele verhaal van 46 platen en herschikte het, waarna het 41 platen waren. De 5 overige pagina's hergebruikte Vance vervolgens in een kortverhaal van 13 pagina's, De ingewanden van de H.M.S. Thunder: De helse bijenkorf, dat als proloog op het eerste verhaal, Koers Gibraltar, in Tintin/Kuifje verscheen.
Begin jaren 80 werkte Vance op scenario van Jean Van Hamme aan de stripreeks XIII. Aanvankelijk wilden ze het uitgeven bij Le Lombard, maar uitgever Guy Leblanc zag dit niet zitten. Toen Leblanc vervolgens hoorde dat uitgeverij Dargaud de reeks wilde uitgeven, wilde hij de reeks wel. De strip zou Cobra heten en een eigen stripblad hebben. Vance wilde echter geen proces riskeren en beloofde Leblanc vijf nieuwe albums van Bruce J. Hawker, op voorwaarde dat de nieuwe reeks bij Dargaud uitgegeven werd. De nieuwe stripreeks werd vervolgens XIII. Vervolgens schreef en tekende Vance ook twee vervolgverhalen van Bruce J. Hawker. Deze verschenen in 1981 en 1985 in Tintin/Kuifje. André-Paul Duchâteau hielp anoniem mee met de dialogen van het derde album.

### Duchâteau-Vance (1986-1996)
Vanaf 1986 schreef Duchâteau de reeks. Met Vance maakte hij nog vier albums. Drie daarvan verschenen in Tintin/Kuifje.
Vance experimenteerde met deze reeks met personages in driekwartsprofiel en de stijl van stroken en plaatjes. Het succes van XIII zorgde er echter voor dat deze reeks stopgezet werd. Het laatste verhaal verscheen origineel als een album in 1996. Het stripblad Tintin/Kuifje was namelijk stopgezet.
In 2021 werd een nieuw album aangekondigd op scenario van Christophe Bec met tekeningen van  Carlos Puerta.

## Verhalen

### Albums

#### Vance
| Nr. | Titel                   | Originele titel    | Publicatiejaar | Uitgavejaar album |
| --- | ----------------------- | ------------------ | -------------- | ----------------- |
| 1   | Koers Gibraltar         | Cap sur Gibraltar  | 1976           | 1985              |
| 2   | De orgie der verdoemden | L'orgie des damnés | 1981-1982      | 1986              |
| 3   | Press gang              | Press gang         | 1985           | 1987              |

#### Duchâteau-Vance
| Nr. | Titel                     | Originele titel          | Publicatiejaar Tintin | Uitgavejaar album |
| --- | ------------------------- | ------------------------ | --------------------- | ----------------- |
| 4   | De puzzel                 | Le puzzle                | 1986                  | 1987              |
| 5   | Alles of niets            | Tout ou rien             | 1987                  | 1988              |
| 6   | De beulen van de nacht    | Les bourreaux de la nuit | 1990                  | 1991              |
| 7   | Het koninkrijk van de hel | Le Royaume des enfers    |                       | 1996              |

### Korte verhalen
| Titel                                                   | Originele titel                                      | Aantal pagina's | Publicatiejaar Tintin |
| ------------------------------------------------------- | ---------------------------------------------------- | --------------- | --------------------- |
| De ingewanden van de H.M.S. Thunder: De helse bijenkorf | Les entrailles du H.M.S. Thunder: La ruche infernale | 13              | 1979                  |
| De dolleman                                             | L’écervelé                                           | 10              | 1980                  |
| Top secret                                              | Top secret                                           | 2               | 1987                  |

### Integrale edities
In 2012 verscheen een integrale reeks van twee albums in het Frans. Deze integrale albums verschenen in 2016 in het Nederlands.